# .li
.li為列支敦士登國家及地區頂級域的域名。1993年創建。這個域名的管理者和發起者是位于瓦杜兹的列支敦士登高专學校，開放給具有列支敦士登居留權身分之個人,或當地所在公司注冊，是瑞士國家頂級域名的管理部門。但是目前对域名注册者的身份没有要求，任何人和公司都可以注册。

## Long Island 的使用
.li這個互聯網國家頂級域名（ccTLD）已經被用來表示Long Island。

## 李姓人士使用
由于Li和李姓的拼音一致，很多姓李的人注册.li域名用于个人主页。

## 外部連結
- IANA .li whois information（页面存档备份，存于）
- SWITCH（页面存档备份，存于）